# Гербы Республики Коми
Список гербов муниципальных образований Республики Коми Российской Федерации.

## Герб городского округа
| Герб | Наименование                          | Дата утверждения | Номер в ГГР |
| ---- | ------------------------------------- | ---------------- | ----------- |
|      | Герб Сыктывкарского городского округа | 25 марта 2005    | 1885        |

## Гербы муниципальных округов
| Герб | Наименование                               | Дата утверждения    | Номер в ГГР |
| ---- | ------------------------------------------ | ------------------- | ----------- |
|      | Герб Вуктылского муниципального округа     |                     |             |
|      | Герб Интыского муниципального округа       | 24 марта 2024       |             |
|      | Герб Княжпогостского муниципального округа | 16 апреля 2010 года | 6240        |

## Гербы муниципальных районов Республики Коми
| Герб | Наименование                   | Дата утверждения      | Номер в ГГР |
| ---- | ------------------------------ | --------------------- | ----------- |
|      | Герб Ижемского района          | 13 декабря 2012 года  | 8046        |
|      | Герб Койгородского района      | 25 сентября 2024 года | 15069       |
|      | Герб Корткеросского района     | 27 марта 2012 года    | 8940        |
|      | Герб Прилузского района        | 13 апреля 2009 года   | 4950        |
|      | Герб Сыктывдинского района     | 29 декабря 2004 года  | 1767        |
|      | Герб Сысольского района        | 31 марта 2008 года    | 5016        |
|      | Герб Троицко-Печорского района | 22 декабря 2005 года  | 2009        |
|      | Герб Удорского района          | 6 сентября 2005 года  | 1962        |
|      | Герб Усть-Вымского района      | 30 марта 1999 года    | 2231        |
|      | Герб Усть-Куломского района    | 10 декабря 2009 года  | 5858        |
|      | Герб Усть-Цилемского района    | 24 июня 2014 года     | 9512        |